# Patrimoine des administrations publiques françaises
Les administrations publiques ont, comme les autres acteurs économiques, un patrimoine net, différence entre le patrimoine brut (tous les actifs du bilan) et les dettes (éléments financiers du passif du bilan).
La gestion de ce patrimoine est un élément important des finances publiques. Elle est liée à la question de la dette publique de la France. Elle fait l'objet de présentation en annexe au projet de loi de finance.
Le solde net du patrimoine au bilan des administrations publiques est estimé par l'INSEE. Selon cet organisme, il était fin 2023 comptablement positif d'environ 786 milliards d'euros  (contre (420 milliards d'euros en 2009 et 190 milliards fin 2017), différence entre : 
- en positif : 2790 milliards d'actifs non financiers (essentiellement bâti, pont, routes, et terrains) et 1704 milliards d'actifs financiers
- en négatif : 3708 milliards de passifs financiers

Mais dans les passifs financiers, il n'y a que 0,9 milliard de provisions au titre des « Systèmes d'assurance, de pension et de garanties standard » : contrairement aux principes du plan comptable général (France) qui devraient s'appliquer en application de la loi organique relative aux lois de finances, les engagements de retraite n'ont pas été provisionnés, mais rejetés hors bilan[réf. nécessaire]. Ceux de l’État seul étaient estimés à fin 2017 à 2212 milliards , réduit à 1771 milliards fin 2023 par l'effet des réformes. L'estimation centrale de l'INSEE pour le total (tous régimes de retraite) était, fin 2015, 8 108 Md€ (3,7 années de PIB) et, à fin 2021, 9 964 G€.
Par comparaison, le solde net du patrimoine de tous les agents économiques français (patrimoines nets des sociétés financières, sociétés non financières, administrations publiques, ménages, et institutions sans but lucratif) était estimé par l'INSEE, fin 2017, à environ 14 763 milliards d'euros, dont 11 370 G€ des ménages, et fin 2023, à 19 084 milliards d'euros, dont 14 373 G€ des ménages.
En outre, les actifs publics ont généralement la particularité d'être difficilement vendables (infrastructures, monuments, …) et de générer des coûts (entretien) plus que des profits, étant mis à disposition généralement gratuite (route, bâtiments publics...) de la nation. Il en résulte que le solde des flux financiers générés par ces actifs reste négatif, et encore plus avec le remboursement des emprunts et des intérêts sur la dette publique.[réf. nécessaire]

## Définitions

### Actifs non financiers
Ils comprennent les actifs fixes : logements, bâtiments, génie civil, machines et équipement, matériel de transport, informatique, communication, actifs cultivés, actifs incorporels, logiciels, les stocks, les terrains, plans d'eau, gisements.

### Actifs financiers
Ils comprennent: Or monétaire et DTS, Numéraire et dépôts, Titres hors actions, Crédits, Actions et titres d'O.P.C.V.M., Actions cotées, Provisions techniques d'assurance, Autres comptes à recevoir.

### Passifs
Les passifs ne sont que financiers. Ils comprennent: Or monétaire et DTS, Numéraire et dépôts, Titres hors actions, Crédits, Actions et titres d'O.P.C.V.M., Actions cotées, Provisions techniques d'assurance, Autres comptes à payer.

## La situation très contrastée des différentes administrations[2],[11]
Les chiffres suivants sont à fin 2023.
Les collectivités territoriales concentrent l'essentiel des actifs publics (routes, bâtiments, terrains, etc. ; leur patrimoine non financier est évalué à 1 833,1 G€) et la différence entre leurs actifs financier (243,3 G€) et leur passif (307,8 G€ leur laisse moins de (65 G€ de dette financière nette ; leur patrimoine net est donc largement positif, près de 1768,7 milliards d'euros).
Inversement, l'État a relativement peu d'actif non financiers (368,4 G€) et concentre l'essentiel des dettes (plus de 2 029,1 G€ de dette nette), ce qui fait que son patrimoine net comptable est fortement négatif (près de 1660,5 milliards d'euros), auquel il faut ajouter les engagements de retraites (repris plus bas dans les évaluations du conseil d'orientation des retraites).
Malgré son célèbre « trou », la Sécurité Sociale conserve un patrimoine d'environ 178 G€ (dont une situation financière nette positive de 24 G€). Mais, comme l'État, cela repose sur le rejet hors bilan des dettes à l'égard des retraités et futurs retraités. En « droits acquis » (pour les seuls retraités, et futurs retraités au seul titre de leurs cotisations déjà versées) cela représentait un total entre 6 837 G€) et 9 804 G€ selon le taux d'actualisation.
Quant aux organismes divers d'administration centrale (ODAC), entre des actifs non financiers d'environ 434,5 G€ et des actifs financiers supérieurs à leur dettes d'environ 65,2 G€, ils sont positifs de 500 milliards.

## Tableau récapitulatif
- NB 1 : L'INSEE ayant revu sa méthode, les chiffres du présent tableau diffèrent de ceux de la version antérieure de l'article pour une même année.
- NB 2 : ce tableau ne présente que les chiffres au bilan, le hors bilan est exclu, bien que dans le cas des administrations publiques il représente plusieurs fois le PIB d'engagements supplémentaires.

|                                   | valeur nette fin d'année (milliards d'euros courants) | dont actifs non financiers (milliards d'euros courants) | dont solde financier (milliards d'euros courants) |
| --------------------------------- | ----------------------------------------------------- | ------------------------------------------------------- | ------------------------------------------------- |
| 1978                              | ND                                                    | 211,9                                                   | ND                                                |
| 1979                              | ND                                                    | 251,2                                                   | ND                                                |
| 1980                              | ND                                                    | 297,0                                                   | ND                                                |
| 1981                              | ND                                                    | 349,0                                                   | ND                                                |
| 1982                              | ND                                                    | 394,7                                                   | ND                                                |
| 1983                              | ND                                                    | 436,7                                                   | ND                                                |
| 1984                              | ND                                                    | 463,9                                                   | ND                                                |
| 1985                              | ND                                                    | 488,0                                                   | ND                                                |
| 1986                              | ND                                                    | 514,5                                                   | ND                                                |
| 1987                              | ND                                                    | 542,3                                                   | ND                                                |
| 1988                              | ND                                                    | 581,8                                                   | ND                                                |
| 1989                              | ND                                                    | 623,1                                                   | ND                                                |
| 1990                              | ND                                                    | 661,1                                                   | ND                                                |
| 1991                              | ND                                                    | 686,1                                                   | ND                                                |
| 1992                              | ND                                                    | 697,1                                                   | ND                                                |
| 1993                              | ND                                                    | 709,2                                                   | ND                                                |
| 1994                              | ND                                                    | 730,6                                                   | ND                                                |
| 1995                              | 342,7                                                 | 740,3                                                   | -397,7                                            |
| 1996                              | 290,2                                                 | 760,9                                                   | -470,6                                            |
| 1997                              | 280,6                                                 | 770,9                                                   | -490,3                                            |
| 1998                              | 265,2                                                 | 794,4                                                   | -529,2                                            |
| 1999                              | 417,3                                                 | 853,1                                                   | -435,8                                            |
| 2000                              | 430,1                                                 | 912,1                                                   | -482                                              |
| 2001                              | 440,3                                                 | 975                                                     | -534,7                                            |
| 2002                              | 432,7                                                 | 1062,8                                                  | -630,1                                            |
| 2003                              | 500,1                                                 | 1180,9                                                  | -680,8                                            |
| 2004                              | 602                                                   | 1337,2                                                  | -735,2                                            |
| 2005                              | 787,3                                                 | 1513,3                                                  | -725,9                                            |
| 2006                              | 995,2                                                 | 1652,9                                                  | -657,7                                            |
| 2007                              | 1127,9                                                | 1754,6                                                  | -626,7                                            |
| 2008                              | 862,6                                                 | 1713,7                                                  | -851,1                                            |
| 2009                              | 777,4                                                 | 1756,7                                                  | -979,3                                            |
| 2010                              | 795,7                                                 | 1907,4                                                  | -1111,6                                           |
| 2011                              | 740,9                                                 | 1986,6                                                  | -1245,7                                           |
| 2012                              | 560,9                                                 | 1992,6                                                  | -1431,8                                           |
| 2013                              | 545,5                                                 | 1977,6                                                  | -1432                                             |
| 2014                              | 314,2                                                 | 1933,1                                                  | -1618,9                                           |
| 2015                              | 224,7                                                 | 1922,8                                                  | -1698,1                                           |
| 2016                              | 123,6                                                 | 1963,1                                                  | -1839,5                                           |
| 2017                              | 190                                                   | 2027,5                                                  | -1837,5                                           |
| changement de méthode "base 2020" |                                                       |                                                         |                                                   |
| 2017                              | 449,8                                                 | 2229,7                                                  | -1779,8                                           |
| 2018                              | 509,0                                                 | 2315,1                                                  | -1806,1                                           |
| 2019                              | 565,3                                                 | 2423,6                                                  | -1858,4                                           |
| 2020                              | 474,3                                                 | 2573,1                                                  | -2098,8                                           |
| 2021                              | 678,8                                                 | 2783,3                                                  | -2104,5                                           |
| 2022                              | 1084,1                                                | 2896,5                                                  | -1812,3                                           |
| 2023                              | 785,7                                                 | 2789,7                                                  | -2004,0                                           |

## Formation brute de capital fixe[13]
L’évolution des actifs non financiers peut être la conséquence de réévaluations (prix du marché), mais aussi d’investissements de la part des administrations publiques. Ces investissements ont pour nom « Formation brute de capital fixe » (FBCF)et sont issus des « Tableaux Économiques d'Ensemble (TEE) ». On retrouve également l’information (en % du PIB) sur Eurostat.
Leurs montants sont répertoriés dans le tableau qui suit et nous avons mis en regard d’une part la dépréciation (Consommation de capital fixe) et d’autre part le montant des déficits du budget des administrations publiques car la question reste posée de savoir si les créations de capital sont issus (ou non) des  emprunts finançant le  déficit public.
Il faut néanmoins avoir conscience que la FBCF est issue de financements mais que par contre la dépréciation n'est que comptable (elle correspond à la perte de valeurs de biens qui s'usent ou deviennent obsolètes donc inutiles, pas à une dépense). C'est évidemment le solde comptable qui intervient dans la valeur globale du patrimoine.
|      | FBCF (milliards d'euros courants) | Consommation (dépréciation) (milliards d'euros courants) | Déficits budgétaires (milliards d'euros courants) |
| ---- | --------------------------------- | -------------------------------------------------------- | ------------------------------------------------- |
| 1994 | 39,4                              | 29,5                                                     | 62,9                                              |
| 1995 | 38,0                              | 29,3                                                     | 65,2                                              |
| 1996 | 38,8                              | 30,4                                                     | 49,5                                              |
| 1997 | 36,8                              | 31,3                                                     | 42,0                                              |
| 1998 | 37,4                              | 31,9                                                     | 34,5                                              |
| 1999 | 40,1                              | 32,9                                                     | 24,1                                              |
| 2000 | 44,5                              | 33,6                                                     | 21,0                                              |
| 2001 | 45,1                              | 35,1                                                     | 23,2                                              |
| 2002 | 45,3                              | 36,6                                                     | 48,7                                              |
| 2003 | 49,0                              | 38,4                                                     | 65,4                                              |
| 2004 | 51,6                              | 40,4                                                     | 59,6                                              |
| 2005 | 56,9                              | 42,5                                                     | 50,6                                              |
| 2006 | 60,1                              | 45,3                                                     | 45,3                                              |